# Skurcz plazmy

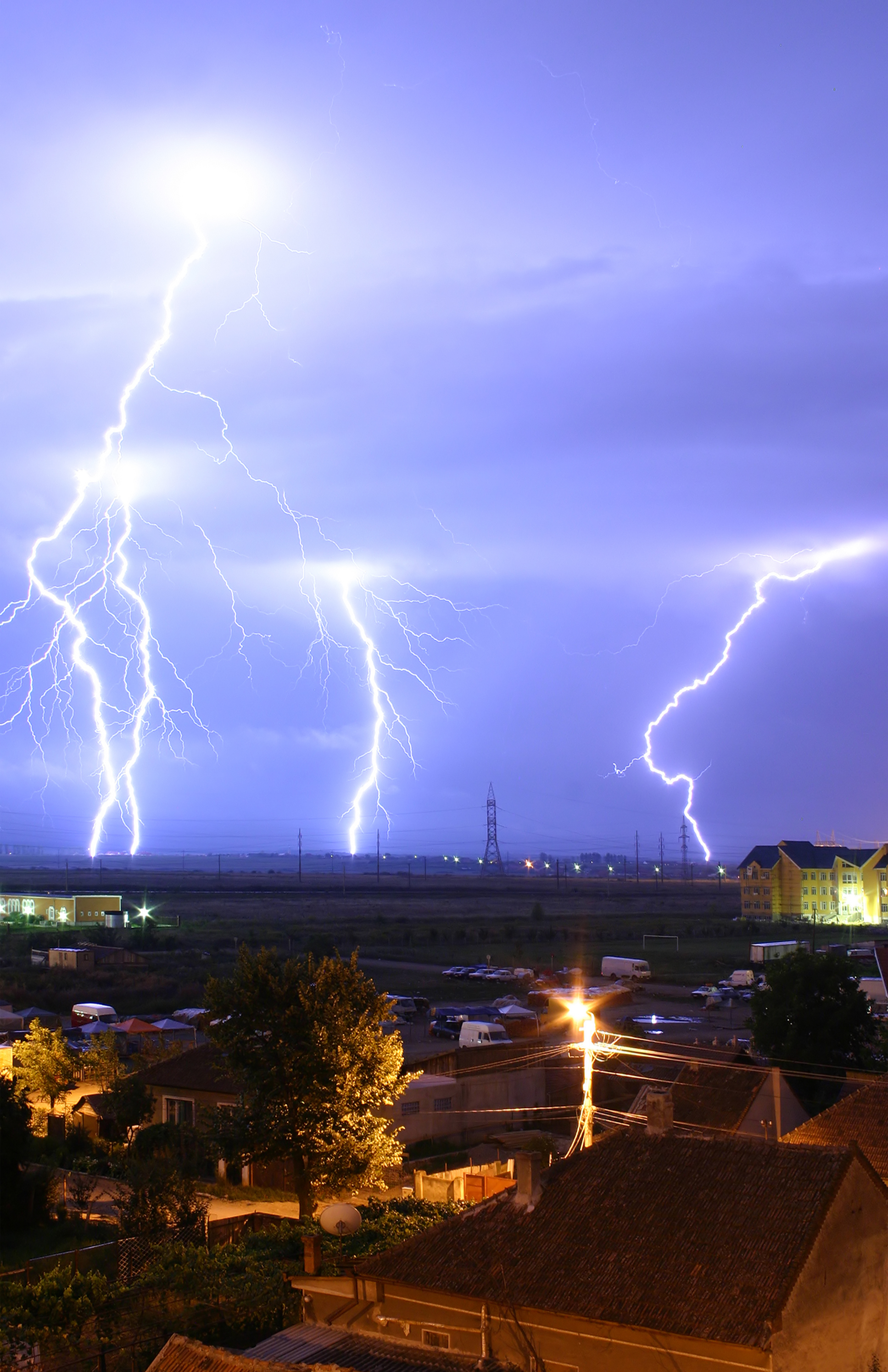
Pioruny są przykładem elektromagnetycznie ściśniętych włókien plazmy

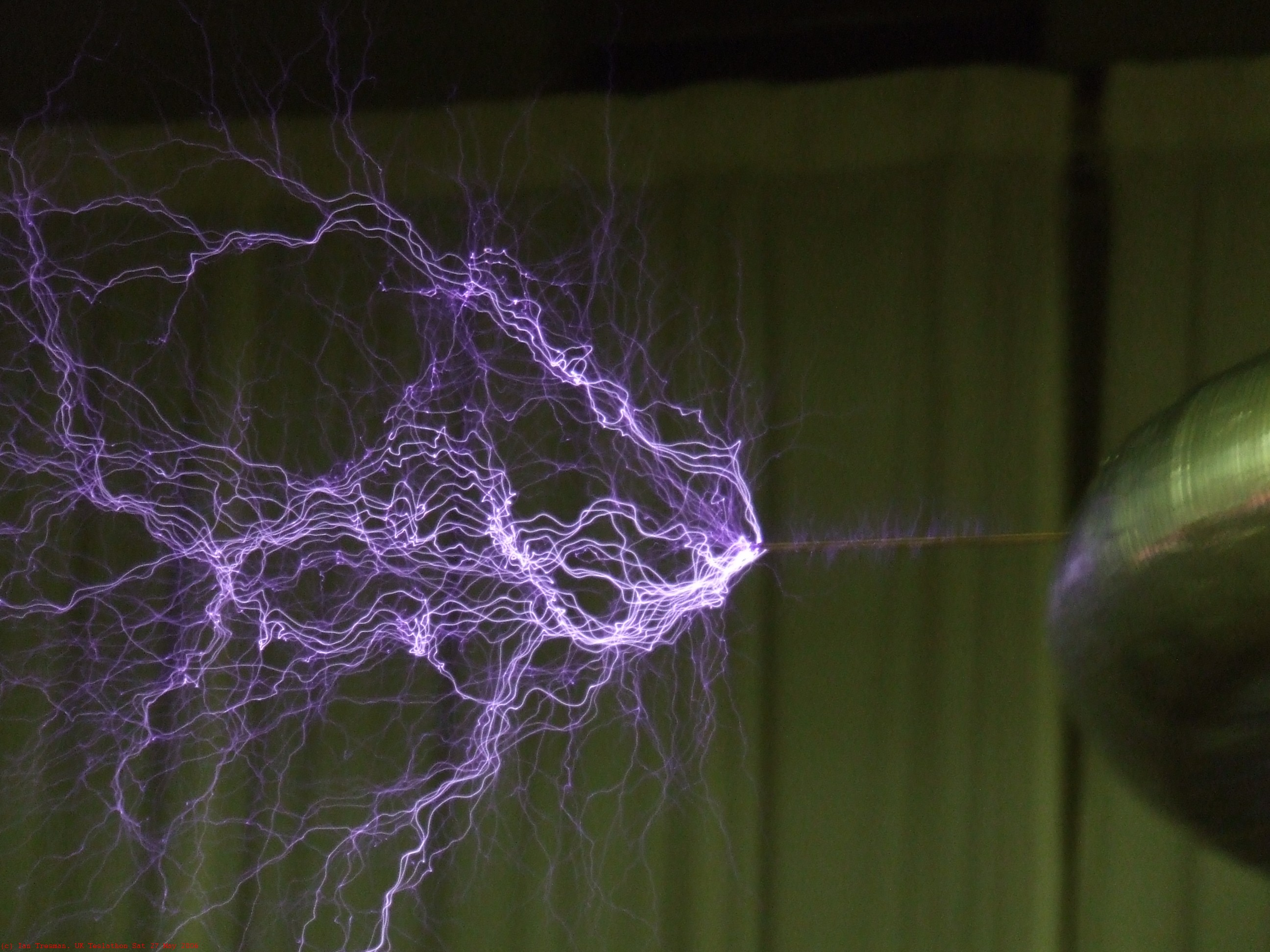
Skurcze osiowe włókien plazmy w wyładowaniach elektrycznych z trensformatora Tesli.

Skurcz plazmy (ang. pinch) – zjawisko ściskania (kompresji) przewodnika przez siły magnetyczne wywołane przez płynący przezeń prąd elektryczny. Przewodnikiem zwykle jest plazma, ale może nim być też stały lub płynny metal. W skurczu zeta prąd biegnie osiowo (w kierunku z układu współrzędnych walcowych) a pole magnetyczne jest azymutalne. W skurczu theta prąd płynie azymutalnie (w kierunku theta układu walcowego), a pole magnetyczne jest osiowe. Zjawisko to można również określić jako skurcz Bennetta (na cześć W. H. Bennetta), skurcz elektromagnetyczny lub skurcz magnetyczny.
Skurcze plazmy występują naturalnie w wyładowaniach elektrycznych, takich jak pioruny, zorza polarna, prądy powierzchniowe czy rozbłyski słoneczne. Są również wytwarzane w laboratorium, głównie w ramach badań nad syntezą jądrową.

## Wytwarzanie i rodzaje

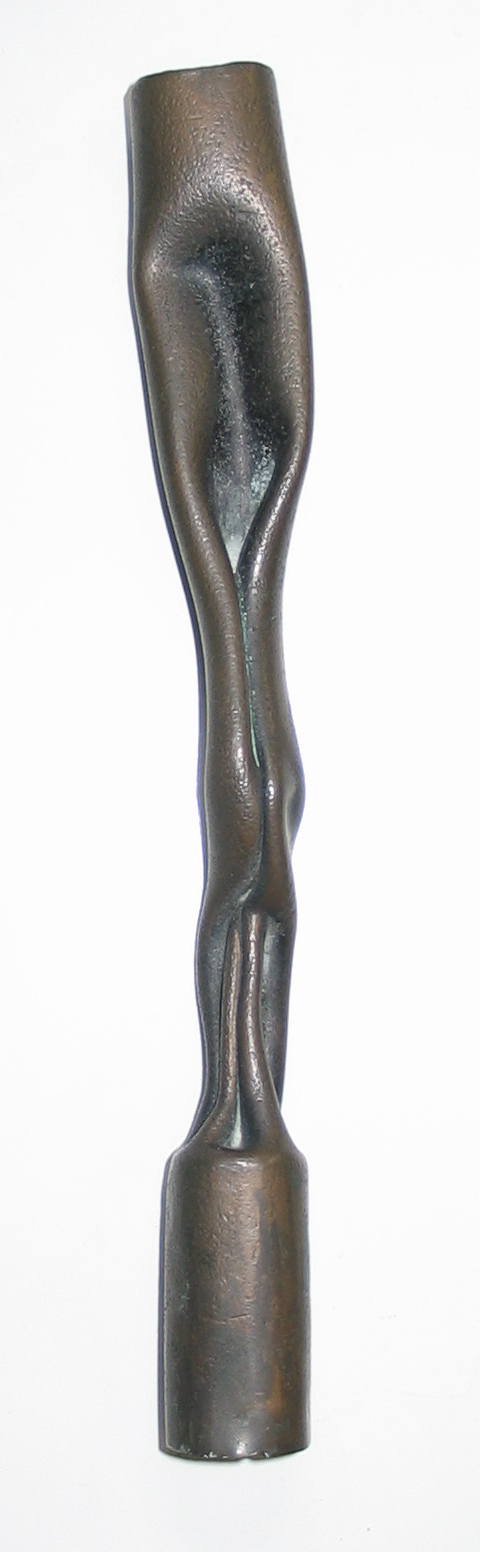
Sekcja zniszczonej miedzianej rurki, studiowana przez Pollocka i Barraclough'a. Rurka znajduje się w kolekcji w School of Physics na Uniwersytecie w Sydney, w Australii.

Skurcze plazmy wytwarzane są w laboratorium przy pomocy sprzętu powiązanego z fuzją nuklearną, jak Maszyna Z czy fizyką wysokich energii, jak skupiacz gęstej plazmy. Skurcze mogą być niestabilne oraz generować duże spektrum promieniowania elektromagnetycznego, od fal radiowych po promieniowanie rentgenowskie i promieniowanie gamma, a także neutrony i promieniowanie synchrotronowe. Rodzaje (układy) skurczów mogą różnić się geometrią i działającymi siłami. Istnieje więc:
- skurcz walcowy,
- skurcz odwrócony,
- skurcz prostopadły,
- skurcz powierzchniowy,
- skurcz śrubowy[17] (zwany również stabilizowanym skurczem osiowym lub skurczem osiowym theta)[18],
- skurcz theta (lub thetatron[19]),
- skurcz toroidalny,
- skurcz Ware'a[20],
- skurcz zeta (osiowy).

Skurcze są wykorzystywane do generowania promieni rentgena oraz silnego pola magnetycznego wykorzystywanego w elektromagnetycznym formowaniu metali. Mają zastosowanie w formowaniu wiązek cząsteczek oraz w astrofizyce.

## Historia badań
Do pierwszego wytworzenia skurczu osiowego w laboratorium mogło dojść w 1790 w Holandii, kiedy Martinus van Marum spowodował eksplozję, dokonując wyładowania ze 100 butelek lejdejskich do drutu. Zjawisko to nie zostało zrozumiane, aż w 1905 Pollock i Barraclough zbadali skurczoną i poskręcaną miedzianą rurkę z piorunochronu po uderzeniu pioruna. Ich analiza wykazała, że siły wyzwolone podczas oddziaływania dużego prądu z jego własnym polem magnetycznym mogą spowodować skurcz i zniekształcenia. Podobna, teoretyczna analiza zjawiska skurczu w płynnym metalu została opublikowana przez Northruppa w 1907. Następnym kamieniem milowym była publikacja przez Willarda Bennetta w 1934 roku analizy radialnej równowagi ciśnienia w statycznym skurczu osiowym.
W następnych latach postępy w eksperymentalnym i teoretycznym badaniu skurczów plazmy odbywały się głównie w ramach badań nad energią termojądrową. W swoim artykule "Wire-array z-pinch: a powerful x-ray source for ICF", M. G. Haines i inni napisali na temat "Wczesnej historii skurczów osiowych plazmy":
"W 1946 roku Thompson i Blackman złożyli patent na reaktor fuzyjny bazujący na toroidalnym skurczu osiowym z dodatkowym pionowym polem magnetycznym. Ale w 1954 Kruskal i Schwarzchild opublikowali swoją teorię o niestabilnościach magnetohydrodynamicznych w skurczu osiowym. W 1956 Kurczatow dał swój sławny wykład w Instytucie Badań Energii Jądrowej, pokazując nietermiczne neutrony i obecność niestabilności m = 0 i m = 1 w skurczonej plazmie deuteru. W 1957 Pease i Braginskij niezależnie przewidzieli radiacyjne zapadnięcie się w skurczu osiowym pod wpływem balansu ciśnienia, gdy prąd przekroczy 1,4 MA. (...) W końcu, w 1960 roku na Akademii Imperialnej, pod przewodnictwem R. Lathama zademonstrowano niestabilność Plateau-Rayleigha oraz jej tempo wzrostu zmierzone w dynamicznym skurczu osiowym."

## Zgniatanie puszek przy pomocy skurczu plazmy

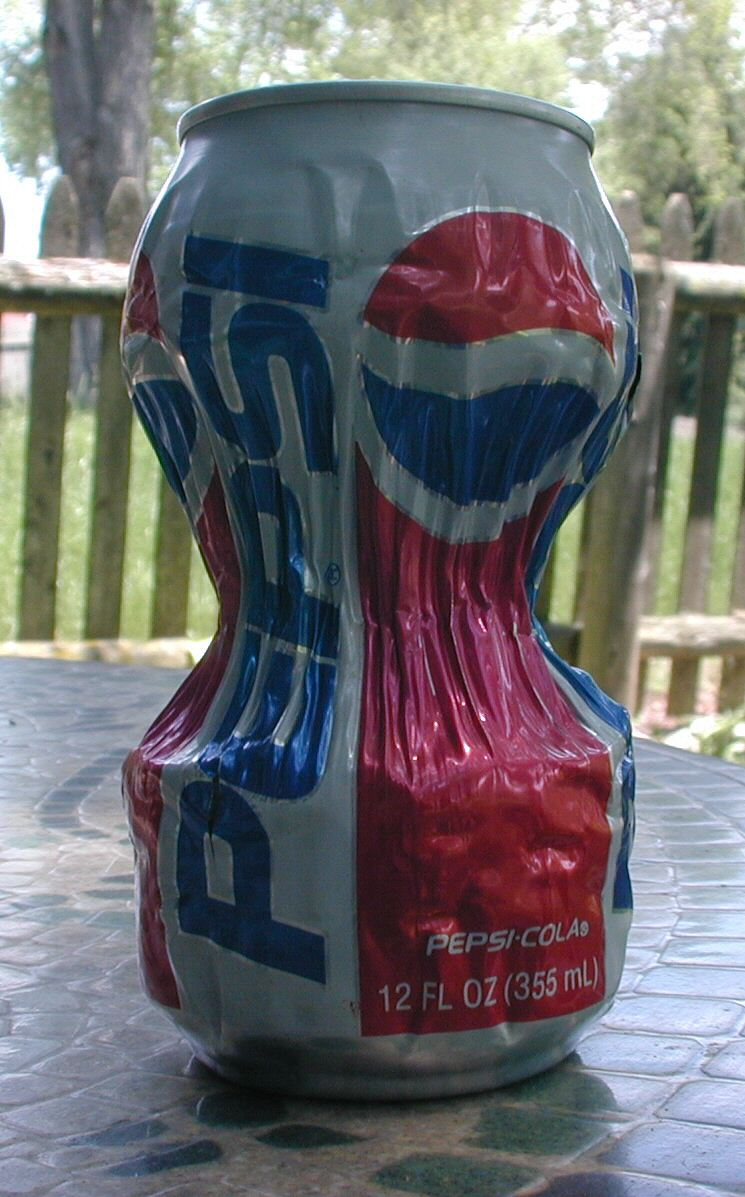
Puszka aluminiowa, zgnieciona przy pomocy pulsacyjnego pola magnetycznego wytworzonego przez gwałtowne rozładowanie 2 kJ z wysoko napięciowego kondensatora do potrójnej cewki z grubego drutu.

Wielu entuzjastów elektroniki wysokich napięć buduje swoje własne prymitywne urządzenia do formowania elektromagnetycznego. Używają techniki pulsacyjnej do wytworzenia skurczu teta zdolnego zgnieść miękką aluminiową puszkę po napojach przy użyciu siły Lorentza, powstającej, gdy w puszce indukuje się pod wpływem pola magnetycznego z głównej cewki prąd o dużym natężeniu.
Elektromagnetyczny zgniatacz aluminiowych puszek składa się z czterech głównych komponentów: (1)wysokonapięciowy zasilacz prądu stałego, będący źródłem energii elektrycznej, (2) duży kondensator rozładowujący do gromadzenia energii elektrycznej, (3) wysokonapięciowy przełącznik lub iskrownik oraz wytrzymała cewka (zdolna wytrzymać duże ciśnienie magnetyczne), przez którą można szybko rozładować zmagazynowaną energię, aby otrzymać silne zgniatające pole magnetyczne (patrz poniższy diagram).

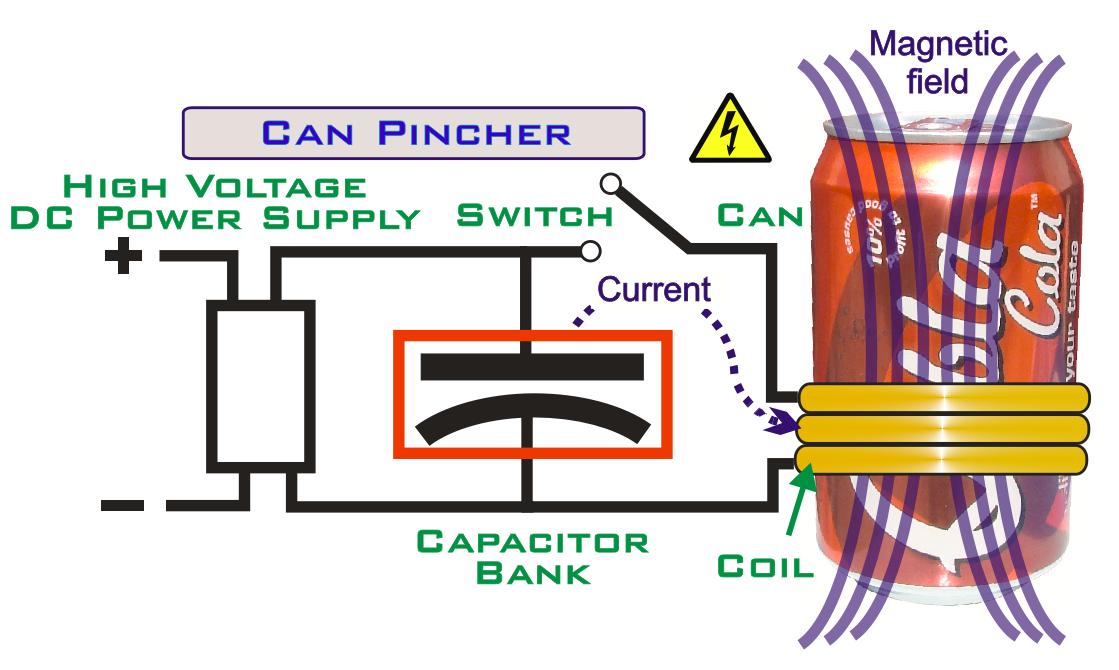
elektromagnetyczny "zgniatacz puszek": schemat

W praktyce, urządzenia tego typu są nieco bardziej złożone, niż sugeruje to schemat. Zawierają dodatkowe komponenty elektryczne kontrolujące przepływ prądu w celu zmaksymalizowania efektu skurczu, oraz zapewniające bezpieczeństwo. Więcej szczegółów w uwagach.